# Radio-Canada OHdio
Radio-Canada OHdio est une plateforme numérique de diffusion audio développée par la Société Radio-Canada, lancée le 7 novembre 2019. Pensé comme un carrefour du contenu audio francophone, OHdio propose une vaste sélection de balados (podcasts), d'émissions de radio en direct et en rattrapage, de listes de lecture musicales et de livres audio,,.
Accessible via son site web ainsi que ses applications mobiles iOS et Android, la plateforme s'inscrit dans la transition numérique de Radio-Canada, cherchant à s'adapter aux nouvelles habitudes de consommation du public canadien francophone,,.
Radio-Canada OHdio fait partie intégrante de l'offre numérique du diffuseur public. Sa mission est de rejoindre les auditoires francophones là où ils consomment déjà de l'audio en ligne, avec des formats pensés pour les usages d'aujourd'hui.

## Historique

### Lancement et développement
En 2019, face à l'essor des plateformes de streaming et à la mutation des usages médiatiques, Radio-Canada a repensé son offre audio. L'objectif ? Centraliser ses contenus audio et les rendre plus accessibles via un écosystème numérique moderne.
Lancé le 7 novembre 2019, OHdio vient remplacer l'ancienne section « Balados » du site de Radio-Canada et se positionne comme un acteur majeur du podcast francophone au Canada.
En 2020, dans un contexte de crise sanitaire mondiale, la plateforme élargit son catalogue et donne un accès facilité à plusieurs contenus gratuits, répondant ainsi à une demande croissante de formats à la demande,,.
Toujours en 2020, un autre tournant est marqué avec le début du transfert des productions audio vers la nouvelle Maison de Radio-Canada, modernisant ainsi les infrastructures et favorisant la production numérique des contenus,.
Enfin, en 2024, Radio-Canada annonce un changement de politique d'accès : la création d'un compte devient obligatoire pour accéder à certaines fonctionnalités, marquant une évolution dans l'expérience utilisateur,.

### Adoption et croissance
Radio-Canada positionne OHdio comme un outil stratégique face à la transformation du marché audio numérique. Présentée comme une alternative canadienne aux grandes plateformes internationales telles que Spotify, OHdio met en valeur l'expertise locale en matière de baladodiffusion.
Le modèle économique combine subventions publiques, publicité et stratégies d'abonnement. Selon la direction, cet équilibre assure la continuité des productions originales.
Dès son lancement, OHdio enregistre 165 000 téléchargements le premier mois. En 2023, la plateforme atteint près d'un million de visiteurs mensuels avec une croissance de 42% depuis 2020,.

## Contenus et services

### Balados (Podcasts)
OHdio travaille fréquemment avec des producteurs indépendants tels que Transistor Média, Savoir Média ou TV5 pour enrichir son catalogue. En parallèle, la plateforme repose sur une petite équipe interne. Ce fonctionnement hybride lui permet de jouer un rôle structurant dans le développement de la baladodiffusion francophone.
Avec un catalogue en constante évolution, OHdio propose une diversité de balados originaux produits par Radio-Canada et ses partenaires. Ces créations couvrent des thématiques variées :
- Actualité et société : 
  - La journée (est encore jeune)[23]
  - Ça s'explique, un balado qui revient en 15 minutes sur un sujet d'actualité[24]
  - Miroir, Miroir, un balado qui s'adresse aux jeunes et explore différentes perceptions du corps
  - Frue menstrue, qui traite de la santé menstruelle et de ses impacts dans la vie des femmes[25]

- Culture et mémoire collective :
  - Sortir Yves Albert de l'oubli, un balado retraçant l'histoire méconnue du chanteur Yves Albert[26]
  - L'histoire ne s'arrête pas là, un balado qui revient sur des épisodes peu connus de l'histoire
  - Laissez-nous raconter... l'histoire crochie, une série qui explore le passé à travers une perspective autochtone[27],[25]

- Documentaire et investigation :
  - Sans réponse : L'affaire Marcel et Marcia, un balado qui revient sur une affaire non résolue dans la communauté de Saint-Antoine (NB), celle du double meurtre de Marcel Cormier et Marcia LeBlanc
  - Dans l'intimité des dictateurs explore le parcours de chefs d'État déchus, à travers les récits de celles et ceux qui les ont côtoyés[28],[29],[30]

- Fiction audio et narration :
  - Enquête de crime, une histoire presque vraie, revisite les codes du genre « true crime » avec une touche d'humour et de décalage[31],[32]
  - Hantées, quant à lui, adopte le style du faux documentaire pour explorer des phénomènes étranges et des lieux mystérieux en Outaouais[30]

- Humour :
  - Simon et Tylor racontent, un balado humoristique où le duo revisite à sa manière des œuvres classiques, en compagnie d'un invité ou d'une invitée[33]
  - Populaires, une série animée par Marylène Gendron et Sam Cyr, accueille des personnalités publiques venues parler de leur attachement à une figure marquante de la culture populaire[34]

- Contenus enfants et famille :
  - L'incroyable histoire, un balado animé par l'historienne Evelyne Ferron, revient avec clarté et une touche d'humour sur des moments marquants de l'histoire[35]
  - Bianca Gervais : Entre mères explore différents tabous liés à la maternité[36]
  - Instinct paternel s'intéresse au rôle de père à travers diverses perspectives[37],[38],[39]

Depuis 2021, la plateforme a continué d'enrichir son offre avec plusieurs nouvelles séries, élargissant ainsi son audience et répondant aux attentes d'un public toujours plus friand de contenus immersifs.

### Émissions de radio en direct et en rattrapage
OHdio offre un accès en direct aux stations ICI Radio-Canada Première et ICI Musique, permettant également aux auditeurs de réécouter certaines émissions jusqu'à 30 jours après leur diffusion,. L'application permet aussi d'adapter l'écoute selon la région de l'utilisateur, en donnant accès au signal local d'ICI Radio-Canada Première ainsi qu'aux émissions locales et régionales associées.

### Listes de lecture musicales
Parce que la musique occupe une place essentielle dans l'offre d'OHdio, la plateforme propose des listes de lecture thématiques, mettant en avant des artistes francophones et couvrant une large palette de genres musicaux, de la chanson québécoise au jazz, en passant par la musique classique et la pop francophone.

### Livres audio
Depuis 2023, OHdio diversifie encore son contenu en intégrant une sélection de livres audio, en partenariat avec des maisons d'édition québécoises. Ces œuvres, allant du roman aux essais, sont accessibles à un public varié,.

## Accessibilité et compatibilité

### Site web et applications mobiles
La plateforme est accessible via son site officiel et disponible en téléchargement sur Google Play et l'App Store d'Apple,.

### Compatibilité avec les appareils
OHdio est compatible avec la plupart des navigateurs modernes et des appareils mobiles récents, bien que certains modèles plus anciens ne soient plus pris en charge.

### Transparence et accès aux services de plaintes
En 2023, à la suite d'une recommandation de l'Ombudsman des services français de CBC/Radio-Canada, OHdio intègre un accès direct aux services de plaintes, renforçant ainsi sa politique de transparence et son engagement envers ses auditeurs.

## Réception et critiques
Depuis son lancement, OHdio est perçu comme une alternative francophone aux plateformes de streaming anglo-saxonnes, offrant un espace destiné à la production et à la diffusion de contenus en français.
Certains utilisateurs saluent la richesse du catalogue et la mise en avant de la culture québécoise, tandis que d'autres voient dans l'instauration d'un compte obligatoire une barrière à l'accès libre des contenus.

## Enjeux financiers
Le financement d'OHdio repose sur un modèle mixte, combinant subventions publiques et revenus publicitaires. Cependant, la soutenabilité du projet reste un enjeu majeur, la PDG de Radio-Canada ayant exprimé ses inquiétudes quant à d'éventuelles coupes budgétaires qui pourraient impacter le développement de la plateforme.
En parallèle, plusieurs acteurs du milieu du balado québécois soulignent un manque de soutien public destiné aux créateurs de podcasts indépendants, ce qui pourrait freiner l'émergence de nouvelles voix dans l'écosystème audio francophone.